# Pyrka
Pyrka – prosta, wiejska potrawa kielecka przyrządzana z gotowanych i utłuczonych ziemniaków, z dodatkiem mąki pszennej i zsiadłego mleka. Przygotowanie polega na przypiekaniu pyrki na patelni z dodatkiem omasty z podsmażonego boczku (od święta) lub słoniny pokrojonej w kostkę.